# Après une lecture du Dante: Fantasia quasi Sonata

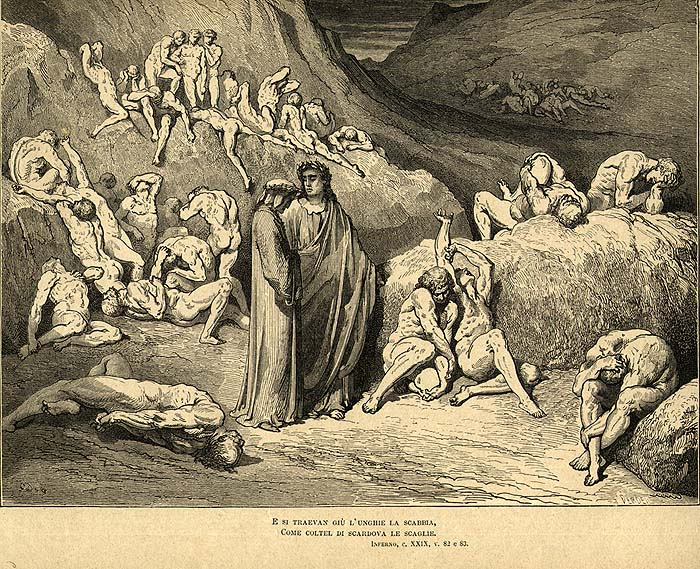
Los temas programáticos representan las almas del infierno lamentándose de angustia.

Après une lecture du Dante: Fantasia quasi Sonata (del francés, Después de una lectura de Dante: Fantasia quasi Sonata; también conocida como Sonata Dante) es una sonata para piano de un movimiento, realizada por el compositor húngaro Franz Liszt en 1849. Se publicó por primera vez en 1856 como parte del segundo volumen de sus Années de pèlerinage (Años de peregrinación). Esta obra de música programática se inspiró en la lectura del poema épico más famoso de Dante Alighieri, la Divina Comedia .

## Contexto

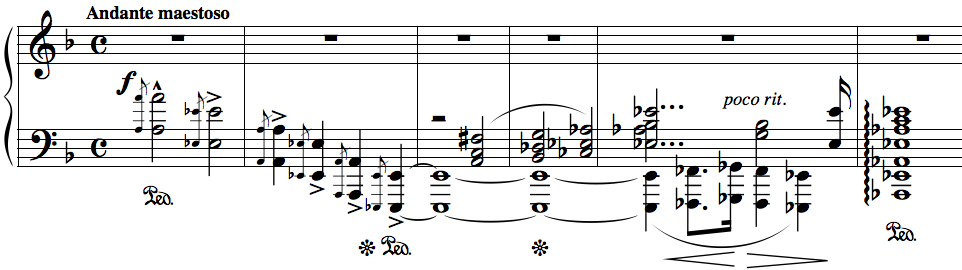
Introducción

La Sonata Dante fue originalmente una pequeña pieza titulada Fragmento después de Dante, que constaba de dos movimientos relacionados temáticamente, que Liszt compuso a fines de la década de 1830. Realizó la primera interpretación pública de la pieza en Viena, en noviembre de 1839. Cuando Liszt se instaló en Weimar en 1849, revisó la obra junto con otras del volumen y le dio su título actual derivado de la obra del mismo nombre de Víctor Hugo. Fue publicada en 1858 como parte de Années de pèlerinage.

## Composición

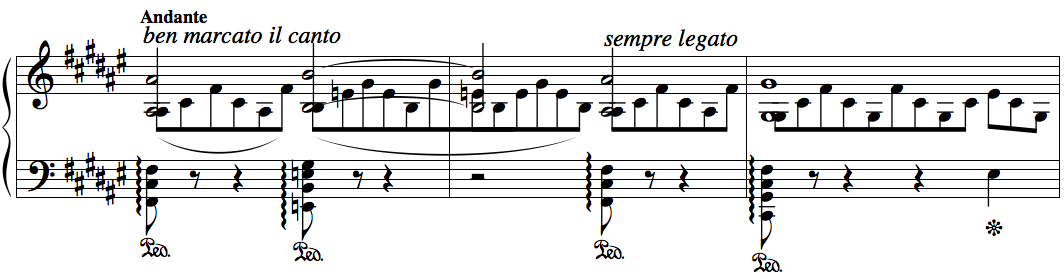
El segundo tema es una derivación del primero

La pieza se divide en dos temas principales. El primero, un tema cromático en re menor, que tipifica el llanto de las almas en el infierno. La tonalidad de re menor es común para la música relacionada con la muerte, como lo demuestran el mismo Totentanz de Liszt y la escena de la estatua de Don Giovanni de Wolfgang Mozart. El primer tema también usa de manera profusa el tritono (intervalo de cuarta aumentada o quinta disminuida); este intervalo se conocía como intervalo del diablo (o "Diabolus in musica") y refuerza aún más las imágenes infernales. El segundo tema es un coral beatífico en fa sostenido mayor, derivado del primero, que representa la alegría de los que están en el cielo. La tonalidad también es simbólica aquí, siendo la firma de otras obras edificantes de Liszt, como Bénédiction de Dieu dans la solitude (parte de Harmonies poétiques et religieuses) y Les Jeux d'eaux à la Villa d'Este (Années de pèlerinage, Vol. 3, No. 4). El tema secundario también puede representar a Beatrice, ya que está intercalado dentro de áreas cromáticas, similar a las apariciones del personaje en el infierno. La pieza termina con una sección de veloces octavas cromáticas que cuando se toca a gran velocidad parecen dividirse en tres temas distintos, reflejando las tres cabezas de Satanás en el Inferno de Dante.

## Grabaciones
- Les Rarissimes de Aldo Ciccolini: Liszt. Aldo Ciccolini, 1954. EMI Classics (2008)[8]
- Alfred Brendel Plays Liszt. Alfred Brendel, 1958. VoxBox (1996), Brilliant Classics (2008/2011), The Intense Media[9]
- Les Introuvables de Cziffra. György Cziffra, 1965. EMI Classics (1991)[10]
- Historic Russian Archives: Lazar Berman Edition. Lázar Berman, 1971. Brilliant Classics (2006/2008/2009/2011)[11]
- Mussorgsky: Pictures at an Exhibition; Liszt : 'Dante'  Sonata; Wagner/Liszt: Isolde's Liebestod. Barry Douglas (pianista). RCA Records (1986)